# 1977年の自転車競技
1977年の自転車競技についてまとめる。

## 主なできごと
- ベネズエラ、サン・クリストバルで行われた世界選手権・プロスクラッチにおいて、中野浩一が準決勝で、同大会同種目2連覇中のジョン＝ミカエル・ニコルソンを2-1、2日間に亘る戦いとなった決勝では、菅田順和を2-0でそれぞれ下し、日本人選手として初めて同大会優勝者となる（8月31日）。
- ロジェ・デ・フラミンクがロンド・ファン・フラーンデレンで優勝し、リック・ファン・ローイ、エディ・メルクスに次いで史上3人目となる、モニュメントと称される5大クラシックレース完全制覇を達成。
- またデ・フラミンクは、ティレーノ〜アドリアティコ総合6連覇、パリ〜ルーベ史上最多となる4回目の優勝も果たした。
- フレディ・マルテンス、ブエルタ・ア・エスパーニャで全区間総合首位を堅持し総合優勝。
- ダニエル・モレロン引退（1980年にプロ選手として現役復帰）。

## 主な成績

### ロードレース
- ブエルタ・ア・エスパーニャ：4月26日〜5月15日
  - 総合優勝：フレディ・マルテンス（ ベルギー、フランドリア・ヴェルダ） 78時間54分36秒
  - ポイント賞：フレディ・マルテンス（ ベルギー）
  - 山岳賞：ペドロ・トレス（ スペイン）
- ジロ・デ・イタリア：5月17日〜6月12日
  - 総合優勝：ミシェル・ポランティエール（ ベルギー、フランドリア・ヴェルダ） 107時間27分16秒
  - ポイント賞：フランチェスコ・モゼール（ イタリア）
  - 山岳賞：ファウスト・フェルナンデス・オビエス（ スペイン）
- ツール・ド・フランス：6月30日〜7月24日
  - 総合優勝：ベルナール・テヴネ（ フランス、プジョー・エッソ・ミシュラン） 115時間38分30秒
  - ポイント賞：ジャック・エスクラサン（ フランス）
  - 山岳賞：ルシアン・ファン・インプ（ ベルギー）
- 世界選手権・プロロードレース：8月27日、 ベネズエラ・サン・クリストバル
  - 優勝：フランチェスコ・モゼール（ イタリア） 6時間36分24秒
- ミラノ〜サンレモ：3月19日
  - 優勝：ヤン・ラース（ オランダ）
- ロンド・ファン・フラーンデレン：4月3日
  - 優勝：ロジェ・デ・フラミンク（ ベルギー）
- パリ〜ルーベ：4月17日
  - 優勝：ロジェ・デ・フラミンク（ ベルギー）
- リエージュ〜バストーニュ〜リエージュ：4月24日
  - 優勝：ベルナール・イノー（ フランス）
- ジロ・ディ・ロンバルディア：10月8日
  - 優勝：ジャンバッティスタ・バロンケッリ（ イタリア）
- スーパープレスティージュ
  - 優勝：フレディ・マルテンス（ ベルギー）

### トラックレース

#### 競輪
- 日本選手権競輪：決勝日・3月29日 一宮競輪場
  - 優勝：小池和博（埼玉）
- 高松宮杯競輪：決勝日・7月5日 大津びわこ競輪場
  - 優勝：谷津田陽一（神奈川）
- オールスター競輪：決勝日・9月27日 千葉競輪場
  - 優勝：谷津田陽一（神奈川）
- 競輪祭：競輪王戦決勝日・11月29日、新人王戦決勝日・11月21日 小倉競輪場
  - 全日本競輪王戦優勝：藤巻清志（神奈川）
  - 全日本新人王戦優勝：菅田順和（宮城）
- 賞金王：中野浩一（福岡） - 66,139,600円

### シクロクロス
- 世界選手権自転車競技大会： 西ドイツ・ハノーファー
  - プロ優勝：アルベルト・ツヴァイフェル（ スイス）